# 駐巴林臺北貿易辦事處
駐巴林臺北貿易辦事處（英語：Taipei Trade Office in the Kingdom of Bahrain），亦稱駐巴林代表處，是中華民國政府派駐巴林王國的代表機構。
辦事處具備核發中華民國護照、赴台簽證、文件證明等领事相關事務，並提供旅外國人急難救助，功能等同邦交國的大使館。

## 歷史
1977年2月11日，於首都麦纳麦設立具大使館功能的中華民國駐巴林商務代表團。4月15日，正式成立。
2005年1月28日，更名為台灣駐巴林王國商務代表團。
2017年7月12日，更名為駐巴林台北貿易辦事處（Taipei Trade Office in the Kingdom of Bahrain）。中華民國外交部指出巴林對「一个中国」原則表態，嚴重違反其自身承諾，並在中國大陸的壓力下，堅持駐團須限期更名改掉臺灣的名稱，外交部表示不滿與深切遺憾（原名稱是2004年經巴林政府書面同意）。

## 外部連結
- 駐巴林臺北貿易辦事處的Facebook專頁